# Desert Victory
Desert Victory ist ein britischer Dokumentarfilm aus dem Jahr 1943 über die Schlachten von El Alamein während des Zweiten Weltkrieges im Juli sowie Oktober und November 1942.

## Handlung und Auszeichnung
Der Film stellt die beiden Schlachten als Schlüsselereignisse im Krieg gegen das nationalsozialistische Deutschland dar und benutzt dabei nicht nur eigenes britisches Filmmaterial, sondern auch von der deutschen Wehrmacht eroberte Filme zur Darstellung und Erklärung der deutschen Kriegsführung und militärischen Taktik. Zum anderen dient der Film aber auch als britischer Propagandafilm durch die Glorifizierung der Soldaten der British Army sowie der Arbeiter in der Rüstungsindustrie, die nach filmischer Darstellung entscheidend zum Sieg in den Schlachten beitrugen.
Der Film wurde bei der Oscarverleihung 1944 mit dem Oscar für den besten Dokumentarfilm ausgezeichnet.